# Los Niños
Los Niños fue una revista editada en la ciudad española de Madrid entre 1870 y 1877 y en la de Barcelona entre 1883 y 1893.

## Descripción
La publicación, subtitulada «revista de educación y recreo» y dirigida a un público infantil, funcionó entre 1870 y 1877 en Madrid en una primera etapa y luego en una segunda en Barcelona, desde el año 1883 hasta 1893. En ambas etapas, fue Carlos Frontaura y Vázquez quien estuvo al frente. En palabras de Manuel Ossorio y Bernard, era una «preciosa publicación infantil, que marcó nuevos rumbos á las de su especie».
Entre sus firmas figuraron las de Pedro Antonio de Alarcón y Ariza, Julio Alarcón y Meléndez, José Alonso Rodríguez, Miguel de los Santos Álvarez, Luis Álvarez Alvístur, Antonio Aparici y Guijarro, Antonio E. Aparicio, Pilar Areal, Concepción Arenal, Robustiana Armiño de Cuesta, Pedro Arnó de Villafranca, Joaquín Balader, Teodoro Baró, Vicente Barrantes y Moreno, Antonio J. Bastinos, Julián Bastinos, Ricardo Becerro de Bengoa, Alejandro Benisia, Ramiro Blanco, Eusebio Blasco, Joaquín Bohigas de Argullol, Mariano Charderera y Potó, Antonio Castilla, Carolina Coronado, Luis Chaves Arias, Matías Díaz Avilés, Bartolomé Feliú y Pérez, Pascual Fernández Baeza, José Fernández Bremón, Gabriel Fernández Guillén, Elisa Fernández Montoya, Adriana Fernández Salinas, el propio Frontaura y Vázquez, Fernando Fulgosio, Joaquina García Balmaseda, Manuel García de Otazo, Luciano García del Real, Pedro Garriga y Puig, José González de Tejada, Juan Gonzalo y Martín, Ángela Grassi y Techi, Teodoro Guerrero, José Gutiérrez Cabiedes, Federico Luis de Henales, Juan José Herranz, Antonio Hurtado Valhondo, Augusto Jerez Perchet, Aureliano Jiménez, Julián López Catalán, Álvaro López Núñez, Buenaventura Mayorga y Aguirre, Juan Cancio Mena, María Mendoza de Vives, Raimundo de Miguel y Navas, Francisco Miquel y Badía, Julio Nombela, Gaspar Núñez de Arce, Joaquín Olmedilla y Puig, María Orberá y Carrión, Eduardo de Palacio, Melchor de Palau y Catalá, Agustín Paraíso, Francisco Pareja de Alarcón, Manuel Joaquín Pascual, Pilar Pascual de San Juan, Obdulio de Perea, Juan Pérez de Guzmán y Gallo, Carlos Planel y Argüelles, Manuel Polo y Peirolón, Enrique Príncipe y Satorres, un N. Reig y Llopis, Enrique María Repullés y Vargas, Francisco Luis de Retes, Vicente Rivas Carpintero, Mariano de la Roca y Delgado, Ángel Rodríguez Chaves, Carlos Ronquillo y Morer, Francisco Rovira y Aguilar, Aureliano Ruiz, Ventura Ruiz Aguilera, Felipe Jacinto Sala, Eugenio Sánchez de Fuentes, José Francisco Sanmartín y Aguirre, Ramón Segade Campoamor, Ricardo Sepúlveda y Planter, Luis Serrahima, Ricardo Solans, José Soles de Eguílaz, Eduardo Thuiller, Antonio de Trueba y la Quintana, Félix Ubillos, Antonio de Valbuena y Gutiérrez, Francisco Vargas, Francisco del Villar y Bustos, Eduardo Zamora y Caballero y Florentino de Zarandona.